# Ray Charles Celebrates a Gospel Christmas with the Voices of Jubilation!
Ray Charles Celebrates a Gospel Christmas with the Voices of Jubilation! – koncertowe DVD amerykańskiego muzyka Raya Charlesa, wydane w 2003 roku. Przedstawia ono koncert, podczas którego Charles po raz pierwszy w życiu wykonywał świąteczne piosenki na żywo. Większość utworów zaprezentowana została w charakterystycznych dla muzyka jazzowych oraz rhythm and bluesowych interpretacjach. Na scenie Charlesowi towarzyszył słynny, złożony ze 120 członków, chór Voices of Jubilation Gospel Choir z Newark w New Jersey. 
Koncert wydany na DVD Ray Charles Celebrates a Gospel Christmas with the Voices of Jubilation! miał miejsce 8 grudnia 2002 roku w Resch Center w Green Bay w stanie Wisconsin.
Wydania bonusowe Ray Charles Celebrates a Gospel Christmas with the Voices of Jubilation! zawierają dodatkową płytę CD z kilkoma utworami w wersji audio, wykonanymi podczas tego koncertu.
3 października 2006, nakładem Medialink Enter, ukazało się nowe wydanie koncertu, Ray Charles with the Voices of Jubilation, zawierające dokładnie ten sam meteriał, co Ray Charles Celebrates a Gospel Christmas with the Voices of Jubilation!.

## Lista utworów
Lista przedstawia kolejność, która pojawia się na wydaniach Ray Charles Celebrates a Gospel Christmas with the Voices of Jubilation!, zawierających materiał bonusowy; pierwsze dwanaście ścieżek to bonusowe piosenki w wersji audio, pozostałe utwory to koncertowe wideo.  
1. „What Kind of Man Is This” - 3:29
2. „The Christmas Song” (Torme, Wells) - 5:22
3. „All Night, All Day” - 6:05
4. „Have Yourself a Merry Little Christmas” - 5:01
5. „Oh, Happy Day” - 6:53
6. „Rudolph the Red-Nosed Reindeer” (Marks) - 4:13
7. „Hark! The Herald Angels Sing” - 3:14
8. „Silent Night” - 6:45
9. „Little Drummer Boy” (Davis, Onorati, Simeone - 6:33
10. „America the Beautiful” (Bates, Ward) - 9:01
11. „The Christmas Song” (Torme, Wells)
12. „Oh, Happy Day”
13. „Introduction”
14. „Ray Charles (Intro): What Kind of Man Is This”
15. „Angel Keep Watching Over Me”
16. „Have Yourself a Merry Little Christmas”
17. „Oh, Happy Day”
18. „Voices of Jubilation: What If God’s Unhappy”
19. „Total Praise”
20. „Spirit”
21. „From a Distant”
22. „Rudolph the Red-Nosed Reindeer” / „Hark the Herald Angel Sing” (Marks)
23. „Silent Night” / „Little Drummer Boy”
24. „America the Beautiful” (Bates, Ward)